# سن یزیدرو، شهرستان دونیا آنا، نیومکزیکو
سن یزیدرو (به انگلیسی: San Ysidro) یک منطقهٔ مسکونی در ایالات متحده آمریکا است که در نیومکزیکو واقع شده‌است. سن یزیدرو ۲٬۰۹۰ نفر جمعیت دارد و ۱٬۱۹۲٫۰۹ متر بالاتر از سطح دریا واقع شده‌است.